# 西武国分寺線
国分寺線（こくぶんじせん）は、東京都国分寺市の国分寺駅から東京都東村山市の東村山駅までを結ぶ西武鉄道の鉄道路線である。駅ナンバリングで使われる路線記号はSK。

## 路線データ
- 路線距離（営業キロ）：7.8 km
- 軌間：1067 mm
- 駅数：5駅（起終点駅含む）
- 複線区間：羽根沢信号場 - 恋ヶ窪駅 (1.2 km)
- 電化区間：全線（直流1500 V 架空電車線方式）
- 閉塞方式：自動閉塞式
- 最高速度：85 km/h[1]
- 編成両数：6両

## 沿線風景
起点の国分寺駅はJR中央本線（中央線快速）と並列になっており、1面1線である。過去には国鉄との間で貨物列車を継走していた。多摩湖線とも乗換可能であるが一段高い場所にホームがあり、線路もつながっていない。
国分寺駅を出ると西に向かってしばらく中央線と並走したのち右にカーブを切る。野川の源流となる池や日立製作所の中央研究所が線路右側にあり、カーブを曲がり切ったところに羽根沢信号場が設置され、ここで単線から複線となる。北西方向へ直進する途中で府中街道と踏切で交差（この先、終点の東村山まで府中街道と並走する）、そのすぐ先でJR武蔵野線と立体交差する。武蔵野線は小平トンネルの南坑口にあたり、南側にのみ線路が見える。直進のまま恋ヶ窪駅に到着。
恋ヶ窪駅からは単線となりしばらく直進し事業中の新道・新府中街道が直下をトンネルで通過する形で立体交差したのち、右カーブを描き五日市街道と交差し北上、さらに玉川上水を渡り鷹の台駅に到着。交換可能な2面2線で、周辺は学校が多いため生徒や学生で賑わう。再び単線となり北上し、青梅街道と踏切で交差し、左からカーブを描いて拝島線が合流すると小川駅に到着する。
小川駅は2面4線で中央の2本に国分寺線、両側の2本に拝島線が発着する。駅の東側にはブリヂストン東京工場がある。小川駅を出ると拝島線は複線で右カーブを描き萩山駅方向へ分かれていき、国分寺線は単線となって直進する。その先で多摩湖線が築堤で当線の上を直交するが駅はなく乗換不可である（多摩湖線は交差地点の少し東に八坂駅がある）。多摩湖線のすぐ先で多摩湖自転車歩行者道と踏切で交差する。さらに北上して空堀川、続いて新青梅街道を橋梁で渡り、右側からカーブを描いて新宿線が合流し東村山駅に到着する。

## 運転
全列車が各駅停車で、国分寺駅 - 東村山駅間の折り返し運転が基本である。本数は平日朝ラッシュ時毎時8往復（7-8分間隔）、土休日及び平日の日中から夕方は毎時6往復（10分間隔）である。2022年3月のダイヤ改正から2024年3月のダイヤ改正までは平日日中が毎時5往復の運行となっていた。
2019年3月16日ダイヤ改正以前は、日中に新宿線へ直通する本川越駅（夕方は新所沢駅）発着列車があったが、東村山駅周辺の高架化工事に伴い直通運転は休止された。また、早朝には西武園線へ直通する西武園駅発着列車が運転されていたが、2022年3月12日ダイヤ改正以降はすべて東村山駅発着となった。新宿線西武新宿駅方面への直通列車は設定されていない。
2018年3月9日まで、競輪開催時には朝と日中にも西武園駅発着列車が運転されていたが、2018年3月10日のダイヤ改正よりこれらの列車は東村山駅発着の西武園線内運転となり運転区間が短縮された。
2019年3月16日のダイヤ改正以降、前述の新宿線直通休止に伴って、車両の入出庫場所が南入曽車両基地から拝島線玉川上水車両基地へ変更された。そのため、車両の向きがダイヤ改正以降と以前で異なっている。
2024年6月現在、ワンマン運転は実施されていない。

## 使用車両
国分寺線内は、各駅のホーム長が6両分までしかない関係上、原則、6両編成を組成できる車両に限定されている。

### 現在の車両
- 2000系・新2000系 - 原則6両固定編成による運転だが、検査などで不足する場合は2両編成と4両編成を連結した6両編成に組成する。この場合、弱冷房車は設定されない。
- 8000系 - 小田急電鉄から譲渡されたサステナ車両の6両編成。今後、2000系の置き換えで譲渡がされる予定があり、2025年5月31日より1本目の編成である8103Fが運行を開始した。

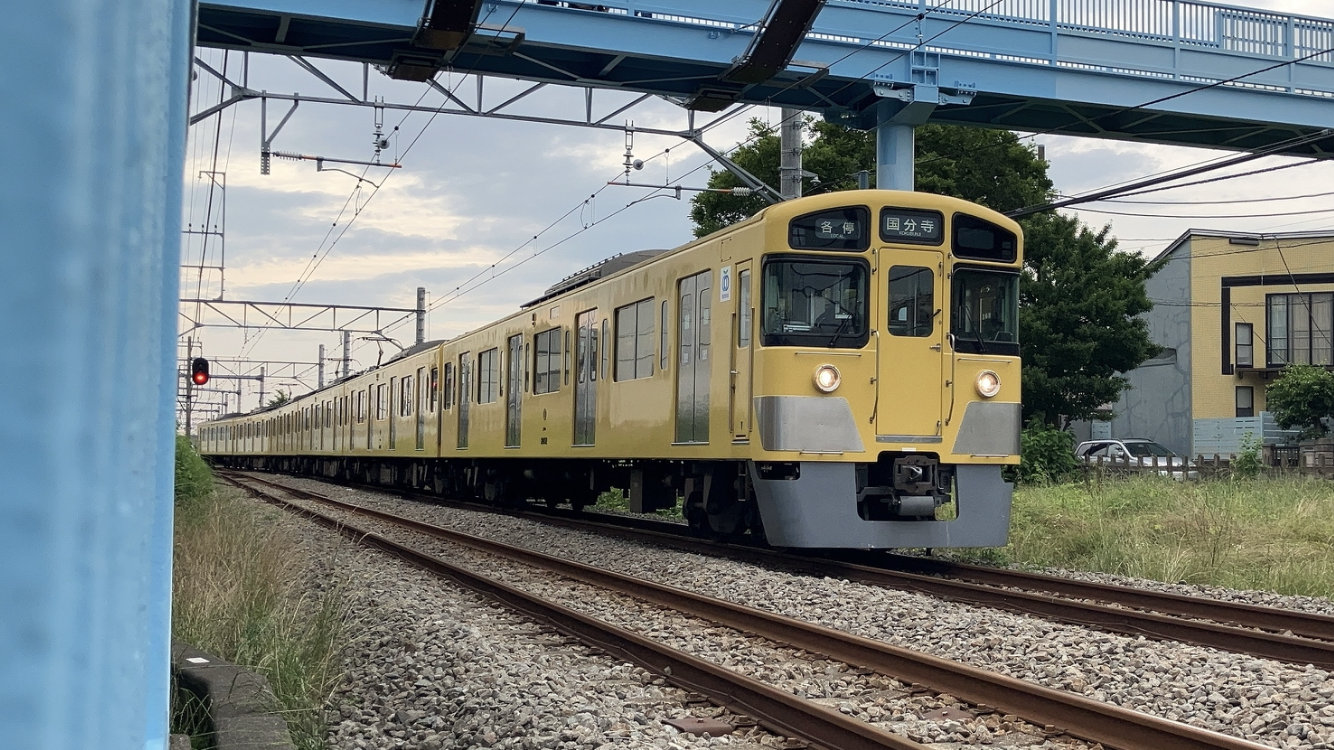
新2000系（2025年6月12日 恋ヶ窪駅）
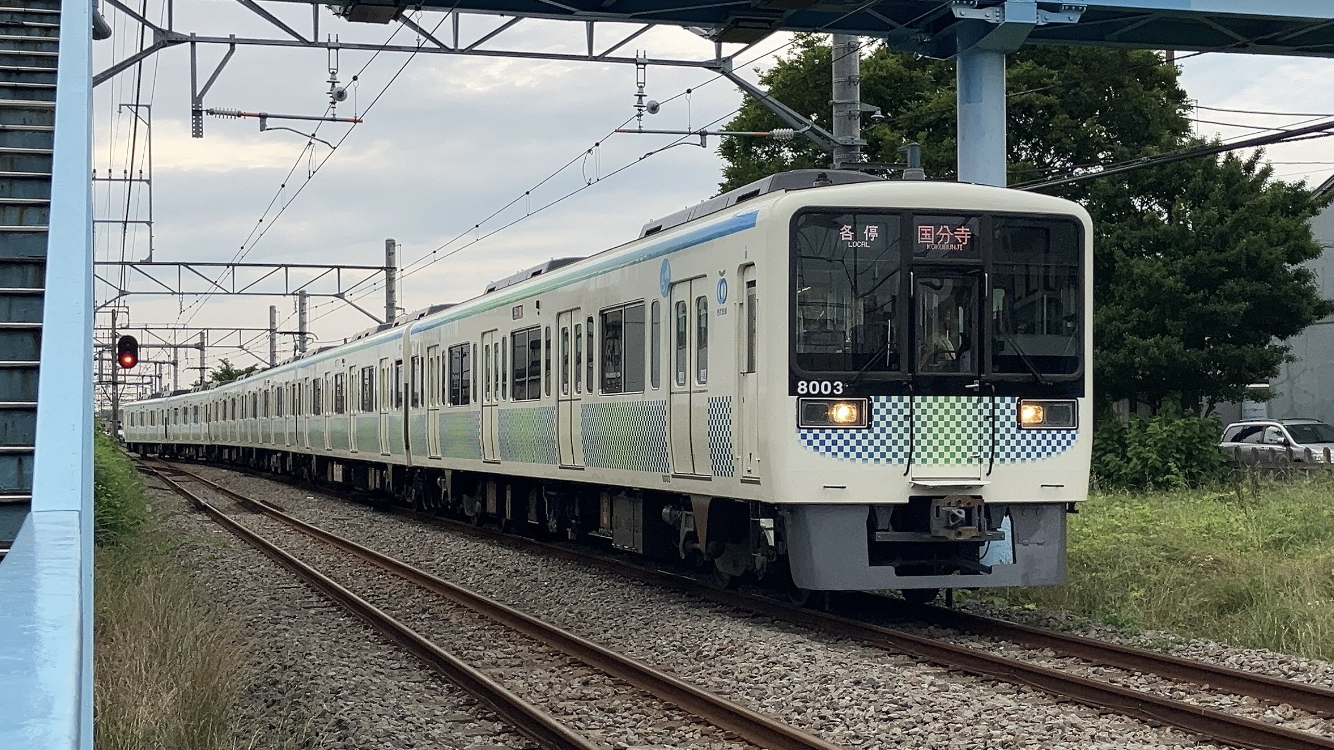
8000系（2025年6月12日 恋ヶ窪駅）

### 過去の車両
- 3000系 - 6両編成化された編成が2010年から2014年まで運用されていた[3]。
- 101系・新101系
- 701系・801系
- 401系

それ以前の車両については省略。
その他、臨時列車として4000系や、10000系が国分寺まで入線したことがある。

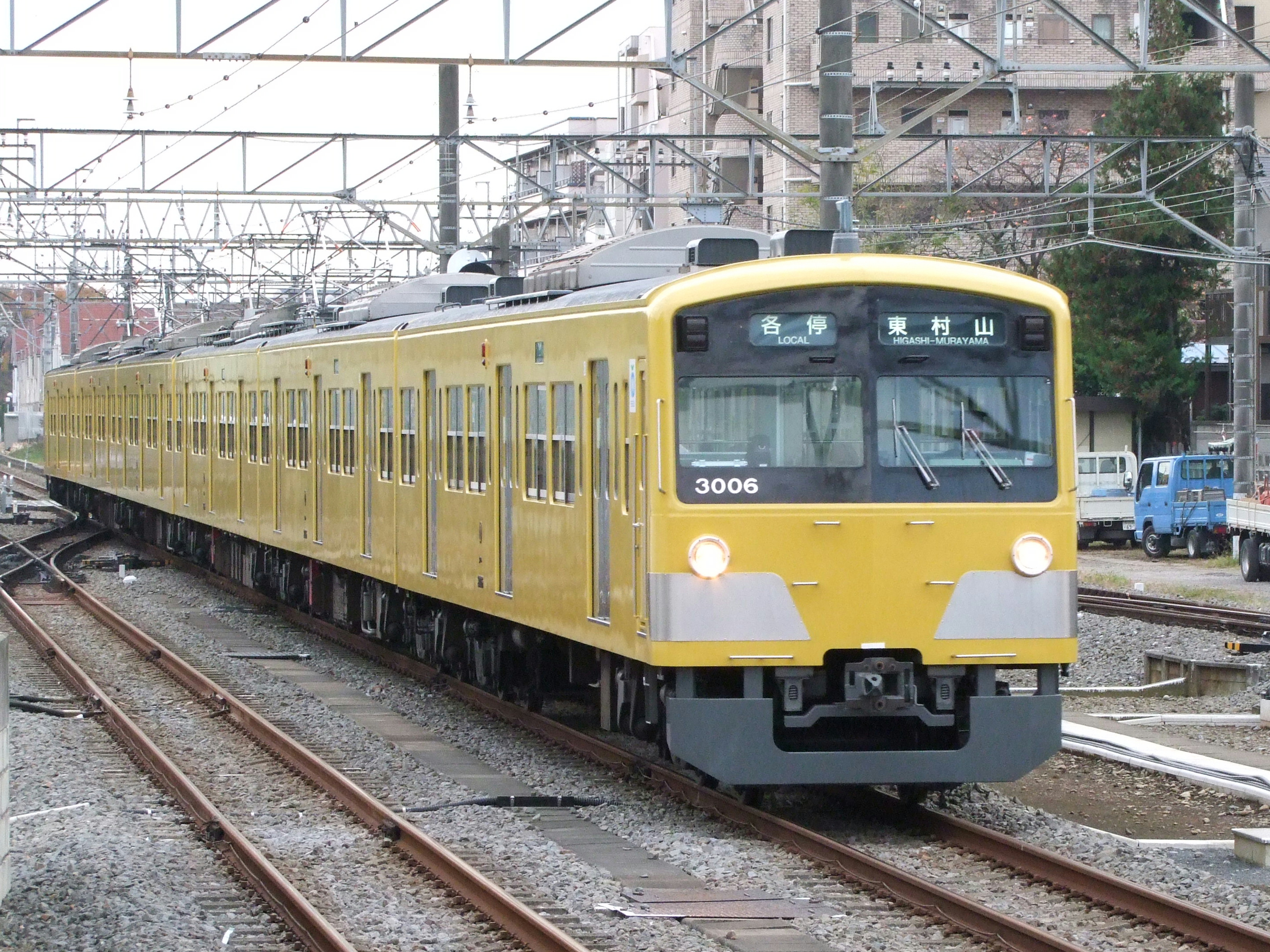
6両編成化された3000系（2010年11月27日 小川駅）
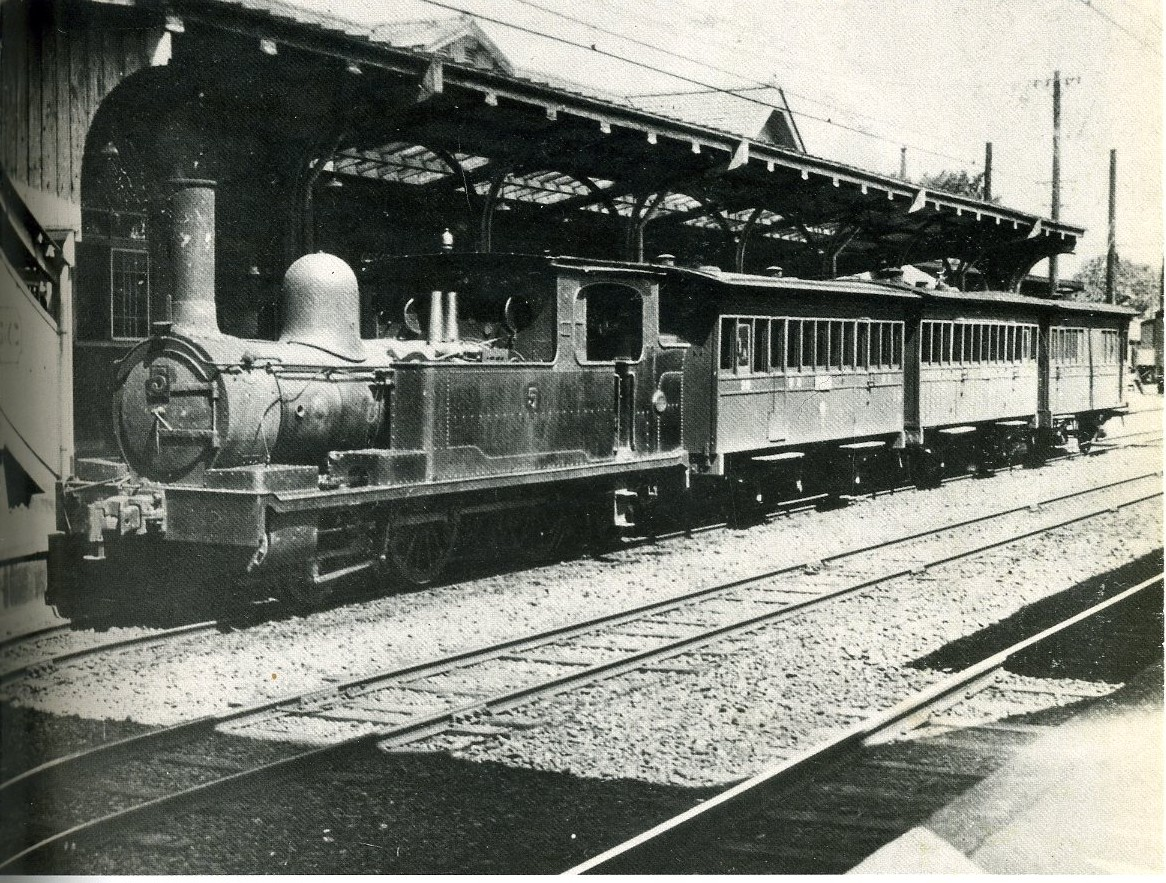
電化前のSL列車（国分寺駅）

## 歴史
国分寺線は、西武鉄道で最も歴史の古い路線であり、1894年に川越鉄道が敷設した路線である。当初は、国分寺駅 - 川越駅（現在の本川越駅）間が本線であった。なお、川越鉄道は甲武鉄道の子会社であり、現在の中央本線と直通する飯田町駅 - 川越駅（国分寺駅経由）間運転の列車も設定されていた。
1920年に武蔵水電に合併後、1922年に鉄軌道事業が分離されて（旧）西武鉄道の路線となった。1927年に東村山駅 - 高田馬場駅間（村山線、現在の新宿線）が開業すると国分寺駅 - 東村山駅間は分離され支線となり、現在の形態となった。
1945年に（旧）西武鉄道は本路線開業後に創業した武蔵野鉄道に合併され、西武農業鉄道（1946年に西武鉄道に社名変更）の路線となった。

### 年表
- 1891年（明治24年）4月11日 - 川越鉄道に対し鉄道布設仮免状下付[4]
- 1892年（明治25年）6月21日 - 鉄道布設免許状下付[5]
- 1894年（明治27年）12月21日 - 川越鉄道川越線国分寺駅 - 久米川（仮）駅（現在の東村山駅）間 (8.0 km) 開業[6]（非電化）
- 1895年（明治28年）
  - 3月21日 - 久米川（仮）駅 - 川越駅（現在の本川越駅）間 (21.7 km) 開業[7]（非電化）
  - 4月16日 - 鉄道郵便路線開設[8]
- 1911年（明治44年）2月16日軽便鉄道指定[9]
- 1927年（昭和2年）
  - 4月16日 - 東村山駅 - 川越駅間電化（直流1500 V）
  - 4月16日 - 村山線高田馬場（仮）駅 - 東村山駅間開業。高田馬場駅 - 川越駅間で直通運転開始。
  - 4月16日 - 鉄道郵便路線廃止[8]
- 1948年（昭和23年）11月5日 - 国分寺駅 - 東村山駅間電化（直流1500 V）
- 1952年（昭和27年）3月25日 - 東村山駅 - 本川越駅間を新宿線に編入、国分寺駅 - 東村山駅間を国分寺線に改称
- 1968年（昭和43年）11月12日 - 羽根沢信号場 - 恋ヶ窪駅間複線化
- 1990年代前半 - 線内運転車両4両編成を6両編成にして輸送力増強する。
- 1995年（平成7年）11月11日 - 川越鉄道敷設100周年を記念して、旧川越鉄道線内の国分寺駅 - 本川越駅間にて記念列車が運転される（4000系を使用）。
- 2003年（平成15年）3月12日 - ダイヤ改正により、新宿線新所沢駅までの昼間時の直通運転が開始。
- 2006年（平成18年）
  - 9月24日 - 新宿線の運行管理システム更新に伴い国分寺線でも更新。各駅に新型のLED案内表示機が設置される。
  - 11月11日 - 川越鉄道敷設111周年を記念して、旧川越鉄道線内にて記念列車（本川越駅 - 所沢駅間快速急行、東村山駅 - 国分寺駅間各駅停車）が運転される（旧2000系を使用）。また、国分寺駅 - 本川越駅の各駅にて記念乗車券が限定発売される。
- 2008年（平成20年）6月14日 - ダイヤ改正により日中の新宿線新所沢駅までの直通運転列車を本川越駅まで延長。
- 2014年（平成26年）11月1日・11月2日 - 「食と音と灯りの融合 Kawagoe REMIX」の開催を記念して、国分寺駅 → 本川越駅間に4000系を使用したイベント臨時電車“アニバーサリートレイン”が運行される。
- 2015年（平成27年）
  - 1月 - 東村山駅付近高架橋工事に着手[10]。
  - 3月21日 - 川越鉄道敷設120周年を記念して、本川越駅 - 国分寺駅間で特急が2往復運転される（10000系を使用）。また、国分寺駅 - 本川越駅の13駅にて記念乗車券が限定発売される[11][12]。
- 2019年（平成31年）3月16日 - 東村山駅周辺の高架化工事進捗に伴い、ダイヤ改正により新宿線への直通運転を休止[13]。
- 2026年（令和8年）度末 - 東村山駅付近を高架に切り替える予定[14][注 3]。

## キロポストについて
国分寺線の距離を示すキロポストは、新宿線本川越駅から東村山駅（本川越起点21.9 km）を経て当路線国分寺駅（本川越起点29.7 km）までの通算となっている。これは川越鉄道時代のキロポストを流用しているためで、国分寺ではなく本川越起点で計算されており、路線の上下方向（国分寺→東村山方面が下り）とは逆になっている。

## 駅一覧
- 全駅東京都内に所在。
- 全列車がすべての駅に停車する。
- 線路
  - ◇：単線区間（列車交換可能）、｜：単線区間（列車交換不可）、∧：これより下は複線、∨：これより下は単線
- 駅番号は2013年3月までに順次導入された[18]。

| 駅番号 | 駅名         | 駅間キロ | 累計キロ | 接続路線                                                  | 線路 | 所在地   |
| ------ | ------------ | -------- | -------- | --------------------------------------------------------- | ---- | -------- |
| SK01   | 国分寺駅     | -        | 0.0      | 西武鉄道： 多摩湖線 (ST01) 東日本旅客鉄道： 中央線 (JC16) | ｜   | 国分寺市 |
|        | 羽根沢信号場 | -        | (0.9)    |                                                           | ∧    | 国分寺市 |
| SK02   | 恋ヶ窪駅     | 2.1      | 2.1      |                                                           | ∨    | 国分寺市 |
| SK03   | 鷹の台駅     | 1.5      | 3.6      |                                                           | ◇    | 小平市   |
| SK04   | 小川駅       | 1.5      | 5.1      | 西武鉄道： 拝島線 (SS31)                                  | ◇    | 小平市   |
| SK05   | 東村山駅     | 2.7      | 7.8      | 西武鉄道： 新宿線 (SS21)・ 西武園線                       | ◇    | 東村山市 |

- 小川駅‐東村山駅間（八坂駅から多摩湖駅方向へ約200 mの地点）で多摩湖線と立体交差するが、駅は設けられていない。
- 恋ヶ窪駅、鷹の台駅は遠隔対応駅。